# Hotel Bílý kůň (Frýdlant)
Hotel Bílý kůň se nachází ve dvojdomě na Náměstí T. G. Masaryka ve Frýdlantu v Libereckém kraji. Architektonicky i dispozičně spojené renesanční domy čp. 92 a 93 prošly v první polovině 20. století výraznou úpravou, při níž byl zrušen průjezd na pravé straně vyššího domu čp. 92. V domech sídlí restaurace a hotel Bílý kůň, na což poukazuje reliéf koně na přízemí domu čp. 92. Od roku 1958 je dvojdům chráněn jako kulturní památka.

## Historie
Na konci 19. století sloužil dvojdům jako zájezdní hostinec s pokoji pro hosty a nesl německý název Zum weissen Ross (U bílého koně), protože ve Frýdlantu žili převážně německy mluvící obyvatelé.

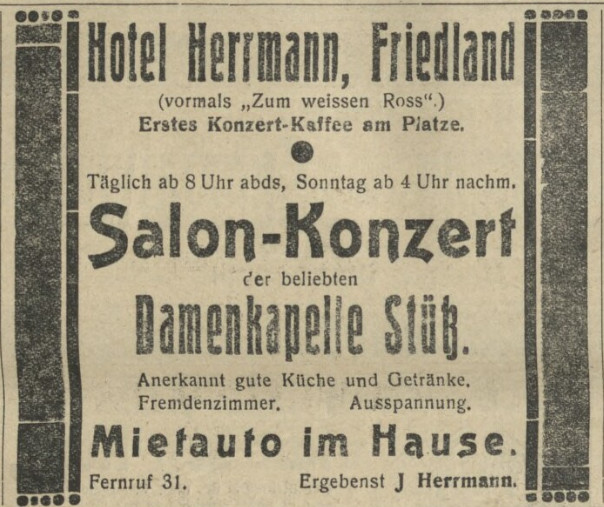
Reklama na hotel Herrmann v novinách Friedländer Zeitung ze dne 26. července 1924

V lednu 1911 se v hotelu ubytoval Franz Kafka na své služební cestě na Frýdlantsko, během níž jako úředník Dělnické úrazové pojišťovny v českých zemích kontroloval v místních továrnách úroveň bezpečnosti práce. „Pokoj jsem měl nad vjezdem do domu, hned mi byl ten chlad nápadný, což teprve když jsem si všiml, jaký to důvod,“ popsal ve svém Deníku z cest. V něm popsal také umístění hotelu na hlavním náměstí: „Vždycky když jsem zavíral okno, viděl jsem na druhém straně náměstí lahůdkářství.“ Lahůdkářství Hagenauer se nacházelo na rohu náměstí (tehdy Marktplatz. dnes T. G. Masaryka) a Schlossgasse (tehdy Zámecká ulice, dnes ulice ČSA).
V roce 1924 hotel koupil Josef Herrmann, který v něm začal provozovat kavárnu s hudbou a hotel přejmenoval na Hotel Herrmann. V přízemním sále se konaly schůze a nejrůznější shromáždění. V hotelu si bylo možné také půjčit automobil. V roce 1931 hotel opět změnil jméno podle nového majitele Rudolfa Seidela na Hotel Seidel.
Po konci války v květnu 1945 převzal hotel od německého majitele národní správce Václav Mošnička a hotel dostal nový název Bílý kůň. Stejně jako v dobách první republiky se v sále hotelu konaly nejrůznější setkání a schůze.
V padesátých a šedesátých letech 20. století se před hotelem na náměstí nacházela benzínová pumpa.
Od 3. května 1958 je dvojdům památkově chráněn. Od 10. září 1992 je součástí městské památkové zóny jako důležitý doklad vývoje městské zástavby a historické podoby města.

## Popis
Budovu hotelu tvoří dva zděné jednopatrové domy lichoběžníkového půdorysu, které jsou propojeny. Dům čp. 92 je vyšší, má pět okenních os a mansardovou střechu. Před úpravami v první polovině 20. století byl na pravé straně průjezd do domu.
Dům čp. 93 je užší s hloubkovou orientací, má čtyři okenní osy a sedlovou střechu. Průčelí obou domů zdobí kordonová římsa s palmetovým dekorem mezi přízemím a patrem.
Oba domy mají vysoké štíty, které jsou zdobeny pilastry a římsami. Vyšší štít domu čp. 92 je ukončený trojuhelným tympanonem, štít domu čp. 93 je čtyřosý a ukončen je trojúhelným dílem.